# Aeroflot-Flug 065
Der Aeroflot-Flug 065 (Flugnummer: SU065, Funkrufzeichen: AEROFLOT 065) war ein interkontinentaler Linienflug der Aeroflot vom Flughafen Moskau-Scheremetjewo zum Flughafen Brazzaville in der Republik Kongo mit planmäßigen Zwischenstopps auf dem Flughafen Conakry in Guinea und dem Flughafen Accra in Ghana. Am 17. Februar 1966 verunglückte auf diesem Flug ein Passagierflugzeug des Typs Tupolew Tu-114D beim Start in Moskau. Bei dem Unfall kamen 21 der 66 Insassen ums Leben. Es handelt sich um den einzigen tödlichen Flugunfall mit einer Tupolew Tu-114.

## Flugzeug
Die betroffene Maschine war eine 1964 gebaute Tupolew Tu-114D mit der Werknummer 64M472, die der Abteilung der Aeroflot für internationale Luftfahrt unterstellt war. Das Roll-Out der Maschine war am 16. Dezember 1964 erfolgt. Am 18. November 1965 wurde sie an die Aeroflot ausgeliefert, bei der sie mit dem Luftfahrzeugkennzeichen CCCP-76491 zugelassen wurde. Das viermotorige Langstreckenflugzeug war mit vier Turboproptriebwerken des Typs Kusnezow NK-12MW ausgestattet. Bis zum Zeitpunkt des Unfalls hatte die Maschine eine Gesamtbetriebsleistung von 93 Betriebsstunden absolviert, auf die 19 Starts und Landungen entfielen.

## Insassen
Den Flug auf dem ersten Flugabschnitt hatten 47 Fluggäste angetreten, es befand sich eine 19-köpfige Besatzung an Bord. Da der Flug außerordentlich lang war, befanden sich zwei komplette Flugzeugbesatzungen an Bord. Flugkapitän der ersten Besatzung war Wiktor Arturowitsch Filonow, Erster Offizier Nikolaj Aleksejewitsch Gurejew, Navigator Nikolaj Dimitrijewitsch Soljanow, Flugingenieur Stanislaw Julianowitsch Dobrotschinskij, Bordfunker Wladimir Arsentjewitsch Golenizkij. Zu dieser Besatzung gehörten ferner die drei Flugbegleiterinnen Marta Michailowna Kedrina, Tatjana Sergejewna Winogradowa und Alla Aleksandrowna Golubewa. Die zweite Besatzung bestand aus dem Flugkapitän Aleksandr Nikolajewitsch Schitow, dem Ersten Offizier Wladimir Petrowitsch Gromadin, dem Navigator Aleksandr Grigorjewitsch Andrejew, dem Flugingenieur Nikolaj Semenowitsch Anischtschenko, dem Bordfunker Boris Nikolajewitsch Makarow und den drei Flugbegleiterinnen Olga Wladimirowna Michailowa, Ljudmila Pawlowna Markowa und dem Flugbegleiter Anatolij Pawlowitsch Molokanow.

## Unfallhergang
Am 17. Februar 1966 sollte mit dem geplanten Aeroflot-Flug 065 von Moskau-Scheremetjewo nach Brazzaville mit Zwischenstopps in Conakry und Accra eine neue Flugverbindung eingeführt werden, wobei die Flugstrecke mit der Tupolew Tu-114 geflogen werden sollte. Die neue Flugverbindung war eine Reaktion auf eine Sperrung des Luftraumes für sowjetische Maschinen durch die Behörden des Sudan am 14. April 1965. Der Start sollte um 00:50 Uhr erfolgen. Um 23:35 Uhr wurde den Piloten ein Wetterbericht übermittelt, wonach es leicht schneien, die Sichtweite 700 Meter und die Luftfeuchtigkeit 100 Prozent betragen sollte. In dieser Nacht schneite es tatsächlich. Die Startbahn war zwar geräumt, jedoch nicht auf deren gesamter Breite von 60 Metern, sondern nur auf 40 Metern Breite. Der Schnee an den Rändern der Startbahn, der 50–70 cm tief war, behinderte die Sicht der Besatzung auf die Startbahnbefeuerung. Der Start der Maschine erfolgte um 01:38 Uhr, die Maschine war um ein Grad nach rechts ausgerichtet. Etwa 30 Sekunden nach Beginn des Startlaufs und etwa 1050 Meter hinter der Startbahnschwelle geriet die Maschine bei einer Geschwindigkeit von 255–260 km/h an den rechten Rand der Startbahn. Anstatt den Start abzubrechen, versuchten die Piloten, nach links gegenzulenken, wobei sie den Lauf der Maschine um vier Grad nach links überkorrigierten. Etwa 1400 Meter hinter der Startbahnschwelle hob sich bei einer Geschwindigkeit von 255–260 km/h das Bugfahrwerk. Nach weiteren 450 Metern prallte die Tupolew bei einer Geschwindigkeit von 275 km/h zuerst mit dem linken und dann auch mit dem rechten Hauptfahrwerk gegen eine 60 cm hohe Schneewehe, wobei die Maschine nach links zu gieren begann und die Flugzeugnase nach unten nickte. Im nächsten Augenblick streifte das linke Hauptfahrwerk einen Lichtmast der Befeuerung der Startbahn. Anstatt den Start abzubrechen, lenkte der Kapitän die Tupolew mithilfe des Seitenruders nach rechts, woraufhin die Propeller der Triebwerke Nr. 3 (innen rechts) und 4 (außen rechts) gegen die Startbahnoberfläche schlugen. Die Maschine kam daraufhin nach rechts von der Startbahn ab, kippte auf die Rumpfoberseite und geriet in Brand. Durch die Aufprallkräfte wurde der hintere Teil der Maschine abgerissen und kam fernab des brennenden, vorderen Teils zum Stehen. Von den 45 Insassen, die den Unfall überlebten, hatten sich viele in dem hinteren Teil der Maschine befunden. Acht Passagiere und 13 der 19 Besatzungsmitglieder kamen ums Leben.

## Ursache
Als unmittelbare Ursache des Unfalls wurde in dem am 12. Mai 1966 veröffentlichten Unfallbericht das Versäumnis der Besatzung angegeben, den Geradeauslauf der Maschine beizubehalten. Grund dafür sei die Nichtbeachtung der tatsächlich vorherrschenden Wetterverhältnisse durch die Besatzung, die Flugsicherung und die Flughafenleitung gewesen. Darüber hinaus sei die Landebahn des Flughafens Scheremetjewo nicht ordnungsgemäß geräumt gewesen, sodass sich ein Teil der Startbahnbefeuerung unter Schneeaufhäufungen befunden hatte.